# Cerquilho
Cerquilho é um município brasileiro do estado de São Paulo. Localizado na Região Metropolitana de Sorocaba, na Mesorregião de Itapetininga e na Microrregião de Tatuí. Sua população conforme o Censo IBGE 2022 era de 44 695 habitantes.

## História
O povoamento do atual Município de Cerquilho iniciou-se no local onde havia um arcado de pau-a-pique, destinado ao pouso de animais dos tropeiros que se dirigiam à feira de Sorocaba, chamando de Cerquinho ou Cerquilho.
Nos primeiros anos do século XIX, nas proximidades do Cerquilho foram-se formando pequenas fazendas, mas que tinham como centro de interesse a Vila de Pirapora, mais tarde Tietê.
Com a chegada dos trilhos da Estrada de Ferro Sorocabana, em 1882, foi construída uma estação de parada nas terras da fazenda Santa Maria, de propriedade de Oligário Alberto de Camargo Penteado e sua mulher Maria Luiza de Camargo (Nhá Moça).
Nas proximidades dessa estação os sitiantes José Rodrigues Serrão, Joaquim Poolner, Francisco, Antônio e Ricardo de Arruda Machado e alguns escravizados negros alforriados foram os primeiros moradores do povoado que se formava a alguns quilômetros apenas do antigo Cerquilho e que adotou o mesmo nome.
Até o fim do século passado, com a expansão da ferrovia para os lados de de Botucatu e a utilização das férteis terras do vale do rio Sorocaba, o desenvolvimento econômico se acentuou com a chegada dos primeiros imigrantes portugueses, espanhóis e italianos, principalmente após a libertação dos escravos.
Sob o lema “Hic Labor Vincit”, imigrantes italianos, espanhóis e portugueses, contando com a contribuição de outros povos, construíram Cerquilho (nome de origem espanhola), que quer dizer cercado, cerquinho, ainda no século XVIII. Um cercado de pau a pique que servia de pousada aos tropeiros que por aqui passavam, rumo a feira na cidade de Sorocaba.
Em 1914 o povoado foi elevado à condição de vila e recebeu o nome de Freguesia de São José de Cerquilho.
De lá para cá, apesar da destruição causada pela explosão de um vagão de trem carregado com 5 toneladas de dinamite, em 1948, Cerquilho galgou os degraus do sucessivo progresso.
Em 24 de dezembro de 1948 o então distrito é elevado a categoria de município, através da Lei Estadual nº 233, quando foi empossada a primeira Câmara de Vereadores. O primeiro prefeito, Antônio Souto, tomou posso em 3 de abril de 1949, conseguindo assim a emancipação política-administrativa do município.

### Formação territorial-administrativa
Histórico da formação do município:
- Distrito criado com a denominação de Cerquilho (ex-povoado), pela Lei Estadual n.º 1.440, de 19/12/1914, subordinado ao município de Tietê.
- Elevado à categoria de município com a denominação de Cerquilho pela Lei n.º 233, de 24/12/1948, desmembrado de Tietê.

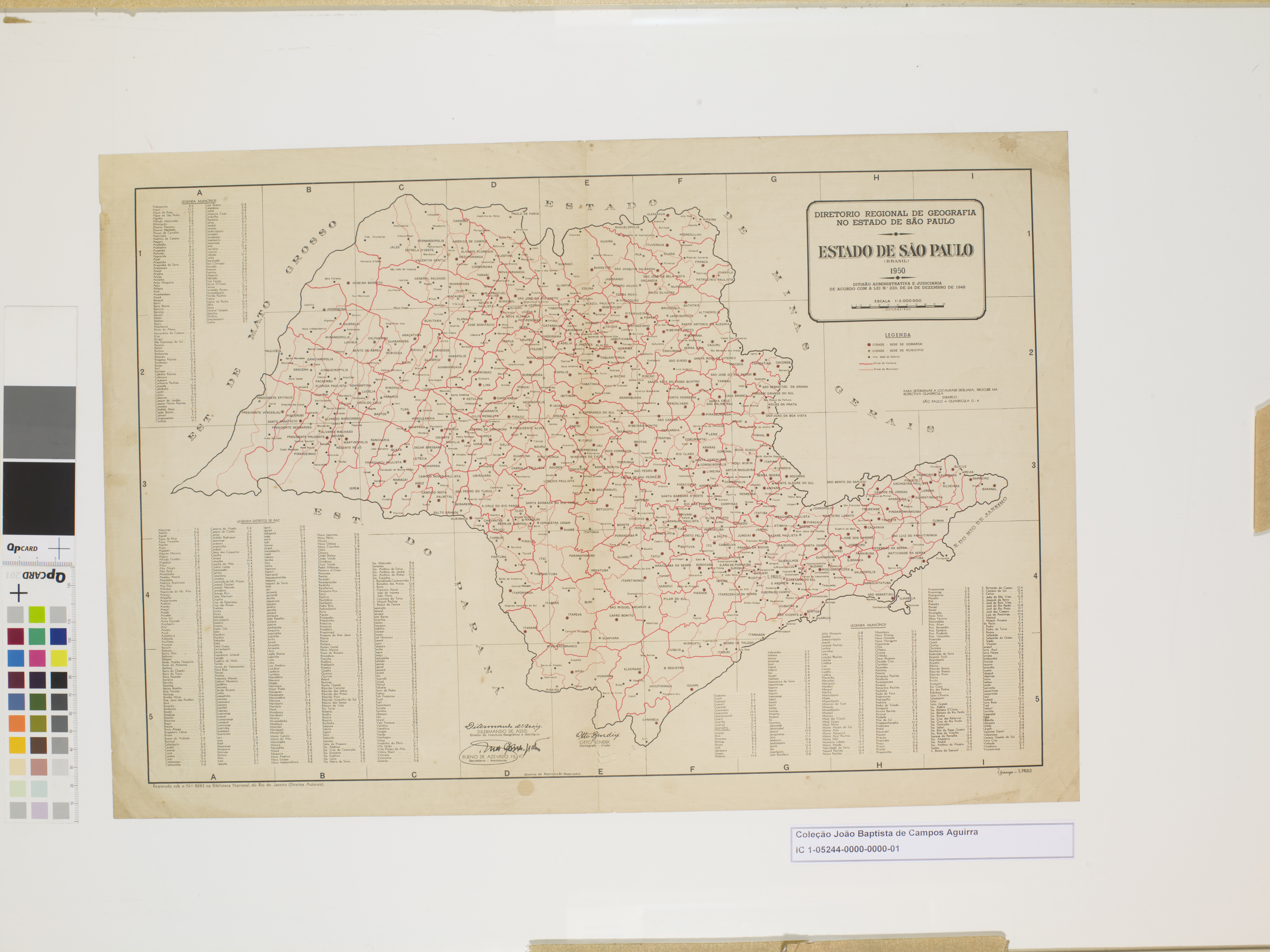
Estado de São Paulo (1948).

## Geografia
Localiza-se a uma latitude 23º09'54" Sul e a uma longitude 47º44'37" com clavidades levemente achocolatadas velhas achatadasOeste, estando a uma altitude de 595 metros. Possui área de 127,803 km², dos quais 13,118 km² estão em zona urbana. Está situada a 143 km de São Paulo (acesso pela Rodovia Castelo Branco), e a 70 km do município de Sorocaba.

### Rodovias
- SP-127 - Rodovia Antônio Romano Schincariol

#### Outras próximas ao município
- SP-280 - Rodovia Castello Branco, acesso para Cerquilho no km 129 (município de Tatuí)
- SP-300 - Rodovia Marechal Rondon, acesso para Cerquilho no km 158 (município de Tietê)

### Ferrovias
- Linha Tronco da antiga Estrada de Ferro Sorocabana

## Demografia

### População
| Crescimento populacional                             | Crescimento populacional | Crescimento populacional | Crescimento populacional |
| Ano                                                  | População Total          |                          | %±                       |
| ---------------------------------------------------- | ------------------------ | ------------------------ | ------------------------ |
| 1950                                                 | 5 075                    |                          | —                        |
| 1958                                                 | 5 114                    |                          | 0,8%                     |
| 1960                                                 | 5 995                    |                          | 17,2%                    |
| 1970                                                 | 6 960                    |                          | 16,1%                    |
| 1980                                                 | 12 341                   |                          | 77,3%                    |
| 1991                                                 | 20 048                   |                          | 62,5%                    |
| 2000                                                 | 29 508                   |                          | 47,2%                    |
| 2010                                                 | 39 617                   |                          | 34,3%                    |
| 2022                                                 | 44 695                   |                          | 12,8%                    |
| Est. 2024                                            | 46 217                   | [ 7 ]                    | 3,4%                     |
| Fontes: Censos Demográficos IBGE e Estimativas SEADE |                          |                          |                          |

### Dados demográficos
Dados Censo IBGE-2010
- População masculina: 19.635 habitantes
- População feminina: 19.982
- População urbana: 37.567 habitantes
- População rural: 2.050 habitantes

## Infraestrutura

### Comunicações
O sistema de telefones automáticos foi inaugurado na cidade em 1977 pela Telecomunicações de São Paulo (TELESP), que também implantou o sistema de discagem direta à distância (DDD) em 1979 com o código de área (0152). Anteriormente a cidade era atendida pela Companhia Telefônica Brasileira (CTB).
Na década de 90 o código DDD da cidade foi alterado para (015), para padronização do sistema telefônico com a telefonia celular que estava sendo implantada em todo o estado.

## Religião
O Cristianismo se faz presente na cidade da seguinte forma:

### Igreja Católica
- A igreja faz parte da Arquidiocese de Sorocaba.[16]

### Igrejas Evangélicas
- Assembleia de Deus Ministério do Belém.[17][18]
- Congregação Cristã no Brasil.[19]